# 黃應聘
黃應聘（1557年—1595年），字三甫，號囗宇，四川重慶府江津縣人，明朝政治人物。

## 生平
萬曆七年（1579年）舉己卯科四川鄉試第十六名，萬曆十一年（1583年）癸未科第三甲第二百五十二名進士。通政司觀政，十二年养病，丁憂，十五年授户部主事，二年丁憂，二十二年復除本部主事，徐州管倉，升員外郎，二十三年卒。

## 家族
曾祖黃表；祖黃鶴齡；父黃熹；母曾氏。具慶下，妻李氏，繼妻王氏；弟應元；應魁；應台；應聰；應約。